# Суворовский район (Тульская область)
Суво́ровский райо́н — административно-территориальная единица (район) и муниципальное образование (муниципальный район) в Тульской области России.
Административный центр — город Суворов.

## География
Расположен на западе Тульской области. Граничит на востоке с Дубенским, Одоевским, на юге — с Белёвским районами Тульской области, на западе — с Козельским, на севере — с Перемышльским и Ферзиковским районами Калужской области. Площадь 1065 км².
Находится в зоне смешанных лесов. Лесные массивы занимают 35 % (или 37086 га) всей территории района. Здесь встречаются ель, сосна, дуб, береза, осина, ясень, липа, ольха. Почвы в районе трёх видов: в восточной части дерново-подзолистые (55 %), в западной — серые лесные (37 %), в долинах рек — пойменные (8 %).
На территории района на протяжении 45 км протекает самая большая река области — Ока. Вторая крупная река — Упа — протекает по южной части района и впадает в Оку у села Кулешово. Небольшая речка Черепетка, один из притоков Оки, берёт начало с возвышенностей соседнего Дубенского района и протекает по району свыше 40 км. На территории района 1820 га земель заняты водными объектами. Самым большим (845 га) является искусственное водохранилище, предназначенное для технического водоснабжения Черепетской ГРЭС. Имеются пруды и озера.
Из полезных ископаемых на территории района выявлены каменный уголь, огнеупорная шамотная и керамическая глина, песок, камень и известняк. В районе имеются источники минеральных вод (Краинская) и грязей, на их основе работает известный бальнеологический курорт «Краинка».
Климат умеренно континентальный, но неодинаковый даже в пределах района: сказывается влияние больших массивов лесов, водоёмов, рек. Среднегодовая температура +4,4 °C. Средняя температура зимних месяцев −10 °C ÷ −11 °C.

## История
В 1929 году был образован Черепетский район с центром в п. Черепеть Калужского округа Московской области, в него вошла большая часть территории Лихвинского уезда Калужской губернии.
26 сентября 1937 года район вошёл в состав вновь образованной Тульской области.
В 1944 году за счёт разукрупнения Черепетского района был образован Ханинский район с центром в рабочем посёлке Ханино, а Черепетский район переименован в Чекалинский.
28 февраля 1958 года районный центр Ханинского района был перенесён из рабочего посёлка Ханино в город Суворов, а район переименован в Суворовский. 1 августа того же года упразднен Чекалинский район, его территория передана в состав Суворовского района.
В 2011 году вблизи Чекалина продолжились раскопки древнерусского города Дивягорск.

## Население
| 1959    | 1970    | 1979    | 1989    | 2002    | 2009    | 2010    | 2011    | 2012    |
| ------- | ------- | ------- | ------- | ------- | ------- | ------- | ------- | ------- |
| 72 303  | ↘62 017 | ↘52 695 | ↘48 061 | ↘41 838 | ↘38 444 | ↘37 637 | ↘37 469 | ↘37 039 |
| 2013    | 2014    | 2015    | 2016    | 2017    | 2018    | 2019    | 2020    | 2021    |
| ↘36 412 | ↘35 813 | ↘35 451 | ↘35 159 | ↘34 883 | ↘34 648 | ↘34 075 | ↘33 732 | ↗35 365 |

### Урбанизация
Городское население (города Суворов и Чекалин) составляет  52,4 % от всего населения района.

### Национальный состав
По итогам переписи населения 2020 года проживали следующие национальности (национальности менее 0,1 % и другое см. в сноске к строке «Другие»):
| Национальность | Численность, чел. | Доля     |
| -------------- | ----------------- | -------- |
| Русские        | 32 025            | 90,56 %  |
| Узбеки         | 387               | 1,09 %   |
| Армяне         | 200               | 0,57 %   |
| Украинцы       | 174               | 0,49 %   |
| Таджики        | 162               | 0,46 %   |
| Киргизы        | 131               | 0,37 %   |
| Молдаване      | 63                | 0,18 %   |
| Азербайджанцы  | 61                | 0,17 %   |
| Татары         | 37                | 0,10 %   |
| Другие         | 2125              | 6,01 %   |
| Итого          | 35 365            | 100,00 % |

## Территориальное деление
Административно-территориальное устройство
Суворовский район в рамках административно-территориального устройства включает 2 города районного подчинения и 17 сельских территорий:
| №     | Административно-территориальная единица | Код ОКАТО  | Население 2002 (чел.) | Соответствие сельскому поселению |
| ----- | --------------------------------------- | ---------- | --------------------- | -------------------------------- |
| 1e-06 | Города районного подчинения:            |            |                       |                                  |
| 2e-06 | Суворов                                 | 70 240 501 |                       |                                  |
| 3e-06 | Чекалин                                 | 70 240 508 |                       |                                  |
| 4e-06 | Сельские территории:                    |            |                       |                                  |
| 1     | Балевская сельская территория           | 70 240 805 | 7186                  | СП Северо-Западное               |
| 2     | Берёзовская сельская территория         | 70 240 810 | 455                   | СП Юго-Восточное                 |
| 3     | Богдановская сельская территория        | 70 240 815 | 416                   | СП Юго-Восточное                 |
| 4     | Бряньковская сельская территория        | 70 240 817 | 515                   | СП Северо-Западное               |
| 5     | Добринская сельская территория          | 70 240 825 | 1203                  | СП Северо-Западное               |
| 6     | Желобинская сельская территория         | 70 240 830 | 433                   | СП Северо-Западное               |
| 7     | Зеленинская сельская территория         | 70 240 837 | 399                   | СП Северо-Западное               |
| 8     | Зябревская сельская территория          | 70 240 840 | 473                   | СП Юго-Восточное                 |
| 9     | Кипетская сельская территория           | 70 240 845 | 238                   | СП Северо-Западное               |
| 10    | Красномихайловская сельская территория  | 70 240 850 | 119                   | СП Юго-Восточное                 |
| 11    | Кулешовская сельская территория         | 70 240 855 | 494                   | СП Юго-Восточное                 |
| 12    | Марковская сельская территория          | 70 240 895 | 998                   | СП Юго-Восточное                 |
| 13    | Песковатская сельская территория        | 70 240 870 | 323                   | СП Северо-Западное               |
| 14    | Песоченская сельская территория         | 70 240 872 | 643                   | СП Северо-Западное               |
| 15    | Рождественская сельская территория      | 70 240 875 | 2157                  | СП Северо-Западное               |
| 16    | Ханинская сельская территория           | 70 240 897 | 1292                  | СП Юго-Восточное                 |
| 17    | Черепетская сельская территория         | 70 240 898 | 2130                  | СП Северо-Западное               |

Муниципальное устройство
В муниципальный район, в рамках организации местного самоуправления, входят 4 муниципальных образования, в том числе два городских и два сельских поселения:
| №        | Муниципальное образование | Административный центр | Количество населённых пунктов | Население | Площадь, км2 |
| -------- | ------------------------- | ---------------------- | ----------------------------- | --------- | ------------ |
| 1e-06    | Городские поселения:      |                        |                               |           |              |
| 1        | город Суворов             | город Суворов          | 1                             | ↗17 598   | 17,70        |
| 2        | город Чекалин             | город Чекалин          | 1                             | ↗935      | 5,42         |
| 2.000002 | Сельские поселения:       |                        |                               |           |              |
| 3        | Северо-Западное           | посёлок Черепеть       | 81                            | ↗13 253   | 426,68       |
| 4        | Юго-Восточное             | посёлок Ханино         | 60                            | ↗3579     | 616,69       |

В 2006 году в муниципальном районе были созданы 3 городских и 4 сельских поселения. В 2011 году было упразднено сельское поселение Песковатское (включено в Черепетское). В 2013 году сельские поселения Ханинское и Берёзовское были объединены в новое сельское поселение Юго-Восточное, также были объединены сельские поселения Черепетское, Песоченское и городское поселение рабочий посёлок Агеево в новое сельское поселение Северо-Западное.

## Населённые пункты
В Суворовском районе два города и 141 сельский населённый пункт.
| №   | Населённый пункт      | Тип             | Население (чел.) | Муниципальное образование | Сельская территория |
| --- | --------------------- | --------------- | ---------------- | ------------------------- | ------------------- |
| 1   | Суворов               | город           | ↗17 598          | город Суворов             |                     |
| 2   | Чекалин               | город           | ↗935             | город Чекалин             |                     |
| 3   | Аварийный             | посёлок         | 68               | Северо-Западное           | Балевская           |
| 4   | Агеево                | посёлок         | ↘501             | Северо-Западное           | Балевская           |
| 5   | Александрия           | деревня         | 21               | Северо-Западное           | Желобинская         |
| 6   | Александровка         | деревня         | 0                | Северо-Западное           | Песковатская        |
| 7   | Андреевка             | деревня         | 42               | Юго-Восточное             | Марковская          |
| 8   | Андроново             | деревня         | 3                | Северо-Западное           | Бряньковская        |
| 9   | Аннино                | деревня         | 0                | Северо-Западное           | Зеленинская         |
| 10  | Аргуново              | село            | 4                | Юго-Восточное             | Богдановская        |
| 11  | Балево                | деревня         | ↘177             | Северо-Западное           | Балевская           |
| 12  | Балево                | посёлок станции | ↗12              | Северо-Западное           | Балевская           |
| 13  | Безово                | деревня         | 43               | Юго-Восточное             | Березовская         |
| 14  | Белое                 | деревня         | 5                | Северо-Западное           | Рождественская      |
| 15  | Беляево               | деревня         | 4                | Юго-Восточное             | Богдановская        |
| 16  | Березово              | село            | ↘281             | Юго-Восточное             | Березовская         |
| 17  | Ближнерусаново        | село            | 5                | Юго-Восточное             | Кулешовская         |
| 18  | Бобровка              | деревня         | 4                | Северо-Западное           | Балевская           |
| 19  | Богданово             | село            | ↘143             | Юго-Восточное             | Богдановская        |
| 20  | Бойтово               | село            | 6                | Северо-Западное           | Зеленинская         |
| 21  | Болото                | деревня         | ↘119             | Северо-Западное           | Добринская          |
| 22  | Большая Алешня        | деревня         | 17               | Северо-Западное           | Балевская           |
| 23  | Борисово              | деревня         | 31               | Юго-Восточное             | Зябревская          |
| 24  | Бряньково             | деревня         | ↘205             | Северо-Западное           | Бряньковская        |
| 25  | Бутырки               | деревня         | 10               | Юго-Восточное             | Богдановская        |
| 26  | Варушицы              | деревня         | 68               | Северо-Западное           | Добринская          |
| 27  | Веретье               | деревня         | 37               | Северо-Западное           | Зеленинская         |
| 28  | Воробьёво             | деревня         | 5                | Юго-Восточное             | Марковская          |
| 29  | Галкино               | деревня         | 0                | Юго-Восточное             | Зябревская          |
| 30  | Герасимово            | деревня         | 32               | Северо-Западное           | Добринская          |
| 31  | Глубоковский          | посёлок         | 213              | Северо-Западное           | Балевская           |
| 32  | Горки                 | деревня         | →126             | Северо-Западное           | Желобинская         |
| 33  | Гущино                | деревня         | 30               | Северо-Западное           | Рождественская      |
| 34  | Дальнерусаново        | село            | 9                | Юго-Восточное             | Богдановская        |
| 35  | Дмитриевка            | деревня         | 3                | Юго-Восточное             | Зябревская          |
| 36  | Добринка              | деревня         | 1                | Северо-Западное           | Песоченская         |
| 37  | Доброе                | село            | ↗229             | Северо-Западное           | Добринская          |
| 38  | Дорофино              | деревня         | 17               | Северо-Западное           | Рождественская      |
| 39  | Желоба 1              | деревня         | ↘125             | Северо-Западное           | Желобинская         |
| 40  | Желоба 2              | деревня         | →19              | Северо-Западное           | Желобинская         |
| 41  | Желтиково             | деревня         | ↗155             | Юго-Восточное             | Марковская          |
| 42  | Жеремино              | село            | ↗119             | Северо-Западное           | Кипетская           |
| 43  | Житня                 | деревня         | 9                | Юго-Восточное             | Зябревская          |
| 44  | Завалье               | деревня         | 0                | Юго-Восточное             | Богдановская        |
| 45  | Западное              | деревня         | 49               | Северо-Западное           | Добринская          |
| 46  | Збродово              | деревня         | ↘63              | Северо-Западное           | Балевская           |
| 47  | Збродовский           | посёлок         | ↘190             | Северо-Западное           | Балевская           |
| 48  | Зелёная Роща          | деревня         | 64               | Северо-Западное           | Рождественская      |
| 49  | Зеленино              | деревня         | ↗175             | Северо-Западное           | Зеленинская         |
| 50  | Зелёные Лужки         | посёлок         | 0                | Северо-Западное           | Зеленинская         |
| 51  | Знаменское            | село            | 50               | Северо-Западное           | Балевская           |
| 52  | Зудкино               | деревня         | 7                | Северо-Западное           | Балевская           |
| 53  | Зябрево               | село            | 25               | Юго-Восточное             | Зябревская          |
| 54  | Иванчиково            | деревня         | 3                | Юго-Восточное             | Красномихайловская  |
| 55  | Ившино                | деревня         | 47               | Северо-Западное           | Добринская          |
| 56  | Измайловка            | деревня         | 5                | Северо-Западное           | Песковатская        |
| 57  | Исаково               | деревня         | 1                | Юго-Восточное             | Богдановская        |
| 58  | Камышенка             | деревня         | 4                | Северо-Западное           | Песоченская         |
| 59  | Касторово             | деревня         | 0                | Юго-Восточное             | Богдановская        |
| 60  | Кипеть                | село            | ↘156             | Северо-Западное           | Кипетская           |
| 61  | Клевцово              | деревня         | 8                | Юго-Восточное             | Богдановская        |
| 62  | Колонтаево            | деревня         | 43               | Юго-Восточное             | Богдановская        |
| 63  | Косолапово            | деревня         | 78               | Северо-Западное           | Песковатская        |
| 64  | Кочетовка             | деревня         | 0                | Юго-Восточное             | Зябревская          |
| 65  | Кошелевка             | деревня         | 0                | Юго-Восточное             | Богдановская        |
| 66  | Краинка               | деревня         | ↗161             | Северо-Западное           | Рождественская      |
| 67  | Красное Михайлово     | село            | 9                | Юго-Восточное             | Красномихайловская  |
| 68  | Крюковка              | деревня         | 19               | Северо-Западное           | Желобинская         |
| 69  | Кулешово              | село            | ↘299             | Юго-Восточное             | Кулешовская         |
| 70  | Курорт Краинка        | посёлок         | ↘576             | Северо-Западное           | Рождественская      |
| 71  | Курьяново             | деревня         | 15               | Северо-Западное           | Песковатская        |
| 72  | Леохино               | деревня         | 0                | Юго-Восточное             | Богдановская        |
| 73  | Лисово                | деревня         | 0                | Юго-Восточное             | Богдановская        |
| 74  | Лихвинка              | посёлок         | 15               | Северо-Западное           | Песковатская        |
| 75  | Лужки                 | село            | 49               | Северо-Западное           | Балевская           |
| 76  | Лужковский            | посёлок         | ↘280             | Северо-Западное           | Балевская           |
| 77  | Льва Толстого         | посёлок         | 10               | Юго-Восточное             | Кулешовская         |
| 78  | Льшна                 | деревня         | 0                | Северо-Западное           | Песоченская         |
| 79  | Малая Алешня          | деревня         | 23               | Северо-Западное           | Рождественская      |
| 80  | Малиновка             | деревня         | 63               | Юго-Восточное             | Богдановская        |
| 81  | Малятино              | деревня         | 6                | Северо-Западное           | Зеленинская         |
| 82  | Марково               | село            | 62               | Юго-Восточное             | Марковская          |
| 83  | Матюково 1            | деревня         | 4                | Юго-Восточное             | Зябревская          |
| 84  | Матюково 2            | деревня         | 1                | Юго-Восточное             | Зябревская          |
| 85  | Матюхинский           | посёлок         | 13               | Юго-Восточное             | Кулешовская         |
| 86  | Машковичи             | село            | ↘132             | Северо-Западное           | Бряньковская        |
| 87  | Митинка               | деревня         | 36               | Северо-Западное           | Песоченская         |
| 88  | Митинка               | деревня         | 1                | Юго-Восточное             | Богдановская        |
| 89  | Михайловка            | деревня         | 18               | Юго-Восточное             | Марковская          |
| 90  | Михайловский          | посёлок         | 16               | Юго-Восточное             | Красномихайловская  |
| 91  | Мишнево               | село            | ↘98              | Юго-Восточное             | Кулешовская         |
| 92  | Мосолово              | деревня         | 10               | Юго-Восточное             | Красномихайловская  |
| 93  | Мыжбор                | село            | 10               | Северо-Западное           | Желобинская         |
| 94  | Новая Слободка        | деревня         | 15               | Северо-Западное           | Желобинская         |
| 95  | Новая Черепеть        | посёлок         | ↗499             | Северо-Западное           | Черепетская         |
| 96  | Новоалександровка     | деревня         | 3                | Юго-Восточное             | Марковская          |
| 97  | Новое Ханино          | посёлок станции | 4                | Юго-Восточное             | Богдановская        |
| 98  | Новослободский        | посёлок         | 13               | Северо-Западное           | Желобинская         |
| 99  | Оматы                 | посёлок         | 12               | Юго-Восточное             | Кулешовская         |
| 100 | Острый Клин           | деревня         | 9                | Северо-Западное           | Добринская          |
| 101 | Павловка              | деревня         | 30               | Северо-Западное           | Желобинская         |
| 102 | Первомайский          | посёлок         | ↗448             | Юго-Восточное             | Марковская          |
| 103 | Переславичи           | деревня         | 25               | Северо-Западное           | Желобинская         |
| 104 | Песковатское          | село            | ↗199             | Северо-Западное           | Песковатская        |
| 105 | Песоченский           | посёлок         | ↘394             | Северо-Западное           | Песоченская         |
| 106 | Песочня               | деревня         | 50               | Северо-Западное           | Балевская           |
| 107 | Платово               | деревня         | 23               | Юго-Восточное             | Марковская          |
| 108 | Погост                | деревня         | 0                | Юго-Восточное             | Богдановская        |
| 109 | Подгородняя Слободка  | деревня         | 29               | Северо-Западное           | Песковатская        |
| 110 | Подрусановский        | посёлок         | 11               | Юго-Восточное             | Кулешовская         |
| 111 | Покровское            | деревня         | 24               | Северо-Западное           | Балевская           |
| 112 | Полагино              | деревня         | 13               | Юго-Восточное             | Зябревская          |
| 113 | Ржавец 1-й            | деревня         | 9                | Северо-Западное           | Бряньковская        |
| 114 | Ржавец 2-й            | деревня         | 15               | Северо-Западное           | Бряньковская        |
| 115 | Ржавец 3-й            | деревня         | 8                | Северо-Западное           | Бряньковская        |
| 116 | Ржавец 4-й            | деревня         | 0                | Северо-Западное           | Песоченская         |
| 117 | Ржавец 5-й            | деревня         | 13               | Северо-Западное           | Бряньковская        |
| 118 | Родионовский          | хутор           | 0                | Юго-Восточное             | Богдановская        |
| 119 | Рождествено           | село            | ↘886             | Северо-Западное           | Рождественская      |
| 120 | Самарово              | деревня         | 2                | Северо-Западное           | Зеленинская         |
| 121 | Своино                | деревня         | ↘136             | Юго-Восточное             | Марковская          |
| 122 | Северо-Агеевский      | посёлок         | ↗637             | Северо-Западное           | Добринская          |
| 123 | Селюково              | деревня         | ↘94              | Северо-Западное           | Зеленинская         |
| 124 | Синюково              | деревня         | 0                | Северо-Западное           | Желобинская         |
| 125 | Старое Ханино         | посёлок         | ↘220             | Юго-Восточное             | Зябревская          |
| 126 | Суворово              | деревня         | 5                | Юго-Восточное             | Зябревская          |
| 127 | Судово                | деревня         | 2                | Юго-Восточное             | Марковская          |
| 128 | Тарасьево             | село            | 20               | Северо-Западное           | Бряньковская        |
| 129 | Телятинки             | деревня         | 10               | Северо-Западное           | Рождественская      |
| 130 | Терешаты              | деревня         | 0                | Юго-Восточное             | Богдановская        |
| 131 | Токарево              | деревня         | 0                | Юго-Восточное             | Зябревская          |
| 132 | Точна                 | деревня         | 2                | Юго-Восточное             | Красномихайловская  |
| 133 | Ханино                | посёлок         | ↘1134            | Юго-Восточное             | Ханинская           |
| 134 | Ханинское лесничество | посёлок         | 23               | Юго-Восточное             | Богдановская        |
| 135 | Центральный           | посёлок         | ↘3813            | Северо-Западное           | Балевская           |
| 136 | Цепинка               | деревня         | 36               | Северо-Западное           | Балевская           |
| 137 | Черепетская Коммуна   | посёлок         | 2                | Северо-Западное           | Добринская          |
| 138 | Черепеть              | посёлок         | ↘1316            | Северо-Западное           | Черепетская         |
| 139 | Шахтёрский            | посёлок         | 893              | Северо-Западное           | Балевская           |
| 140 | Ширяево               | деревня         | 5                | Северо-Западное           | Балевская           |
| 141 | Шмарово               | село            | 65               | Юго-Восточное             | Марковская          |
| 142 | Южно-Ватцевский       | посёлок         | 47               | Юго-Восточное             | Березовская         |
| 143 | Юрово                 | деревня         | 23               | Юго-Восточное             | Красномихайловская  |

Ряд населённых пунктов на территории Суворовского района ранее относились к посёлкам городского типа (рабочим посёлкам): Песоченский, Ханино и Черепеть в 1928—2005 гг., а также Агеево в 1948—2013 гг.

## Местное самоуправление
Представительным органом района является Собрание представителей муниципального образования Суворовский район. Выборы депутатов собрания и главы муниципального образования, избираемых населением, проводятся на основе всеобщего, равного и прямого избирательного права при тайном голосовании один раз в четыре года. Администрация муниципального образования Суворовский район — исполнительный орган местного самоуправления, формируемый и возглавляемый главой муниципального образования Суворовский район.

## Экономика
На территории района расположено 16 промышленных предприятий (крупнейшее — Черепетская ГРЭС), из них 4 государственных, 12 акционерных, зарегистрировано 139 предприятий малого и среднего бизнеса. В районе преобладает топливо-энергетическая, лёгкая промышленность, имеется металлургическая, металлообрабатывающая, деревообрабатывающая, пищевая, рыбная, полиграфическая. На территории района находится 80 сельских хозяйств всех категорий: из них 20 СПК, 4 фермерских хозяйства, 8 подсобных хозяйств. Общая посевная площадь 19769 га.

## Транспорт

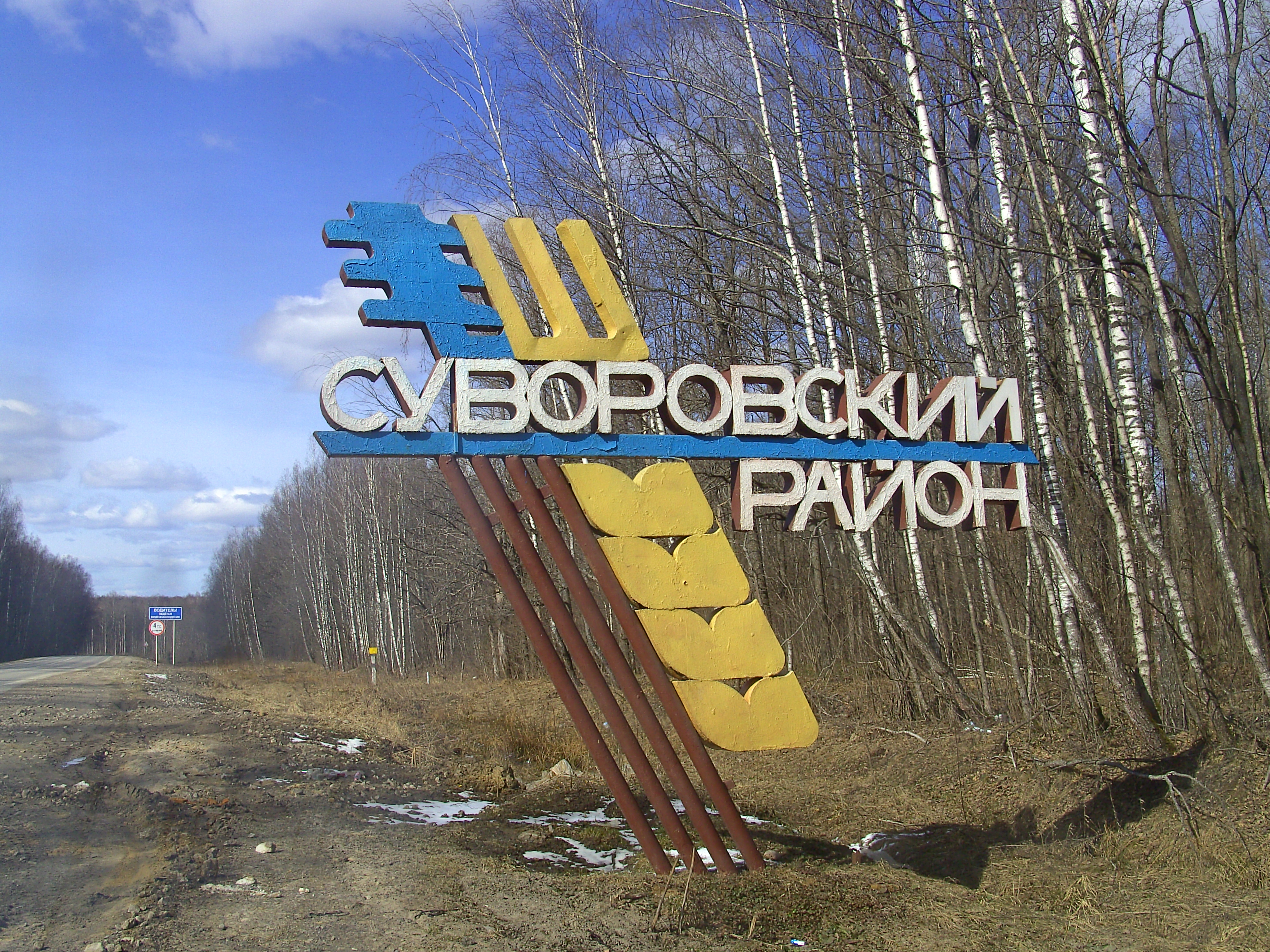
Стела на границе с Одоевским районом

Суворовский район имеет разветвлённую транспортную и железнодорожную сеть. Её протяжённость без учёта внутрихозяйственных дорог составляет почти 210 км, в том числе 19 км областного назначения. Через район проходят железнодорожные линии «Тула—Смоленск», «Тула—Калуга», а также автомобильные дороги «Малоярославец—Орёл» и местного значения связывающие Суворов с Тулой и районными центрами Тульской области.
По реке Ока район имеет выход на сеть внутренних водных путей европейской части России, — река судоходна ниже Чекалина.

## Археология
На территории Суворовском района найдены обереги-ключи XI—XII веков, чей сакральной задачей была сохранность и неприкосновенность домашнего имущества, и ложечка, которая олицетворяла сытость, успех на охоте.

## Палеонтология
В 1982 году в окрестностях деревни Андреевка-2 в девонских отложениях речки Тресна палеонтологами были обнаружены останки антракозавра тулерпетона.